# Kisumu
Kisumu, troisième plus grande ville du Kenya après Nairobi et Mombasa, est le chef-lieu du comté de Kisumu et du district de Kisumu Town West, ainsi que de la circonscription électorale du même nom. Elle fut aussi, jusqu'en 2013, le chef-lieu de l'ancienne province de Nyanza.
Ville créée, en 1901, par les Britanniques pour être un arrêt, avec embarquement et débarquement à bord de ferries, du chemin de fer, entre Mombasa et l'Ouganda, exploité par l'EAR, elle est aussi le port lacustre le plus important du lac Victoria.

## Géographie

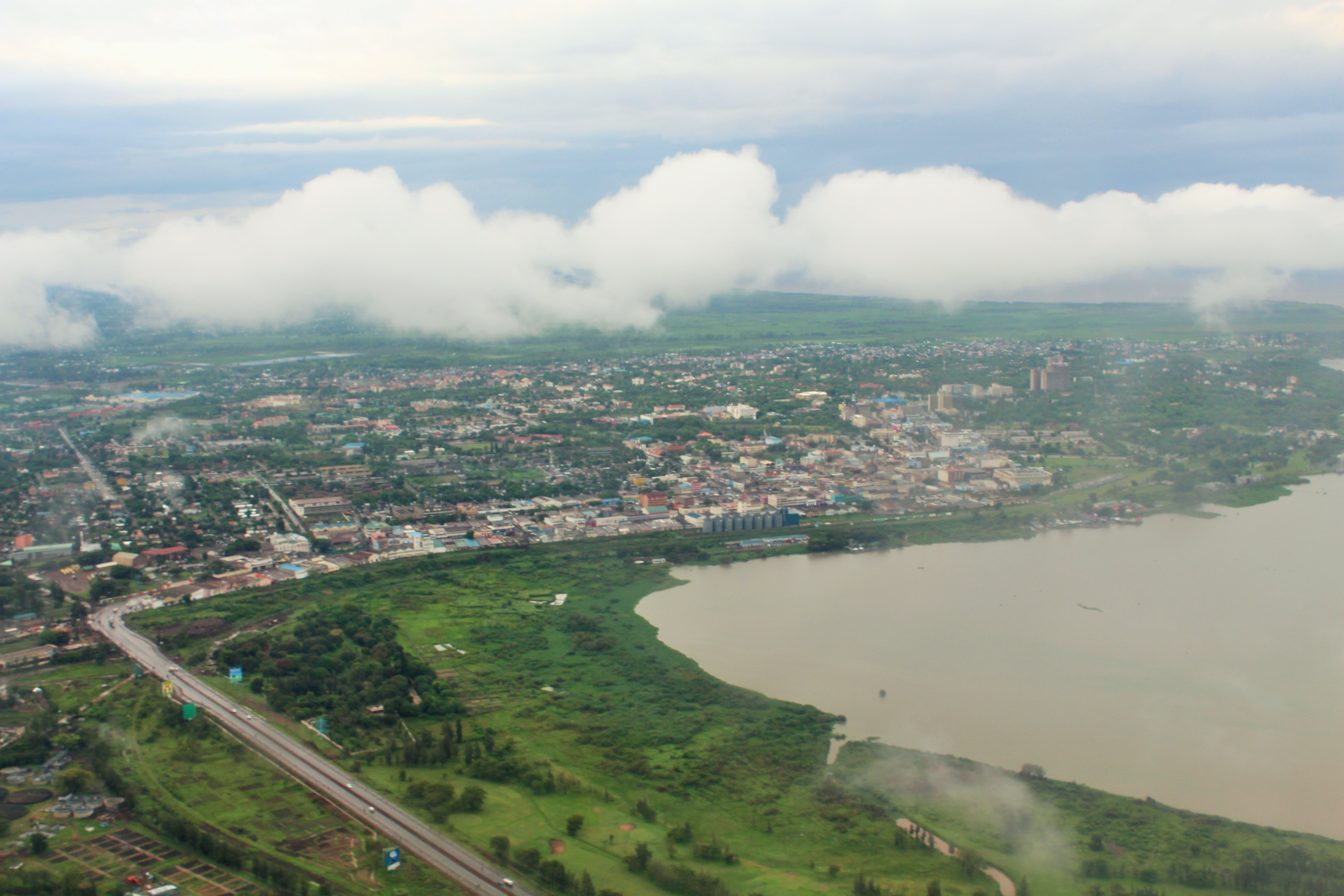
Vue aérienne de la ville au bord du lac Victoria

### Toponymie
Kisumu vient du mot Kisuma signifiant en langue luo (do Luo ou dholuo) « lieu d'échange, de troc ». Les habitants des environs venaient y échanger leurs marchandises.

### Situation et géologie
Kisumu est un port lacustre situé sur la rive nord-est du lac Victoria, au fond du golfe de Winam.
Ses coordonnées cartographiques sont : 0° 06′ 07″ S, 34° 45′ 06″ E
- Localisation sur WikiMapia

Le sous-sol, composé de lave, constitue l'extrémité australe de la faille ouest du linéament oriental de la vallée du Grand Rift formée par les activités tectoniques du Miocène. En surface, le sol ressemble à une cuvette courbée entre l'escarpement de Nandi à l'est et les marécages de la rivière Dunga au sud.

### Climat
Selon la classification de Köppen, le climat de Kisumu est de type Aw.
- Températures : les moyennes les plus basses se situent entre 17 et 19 °C, les plus élevées entre 27 et 29 °C. Les minimums nocturnes enregistrés surviennent en août et septembre avec des températures de l'ordre de 12 °C. Les maximums diurnes peuvent atteindre 37 °C entre décembre et avril.
- Pluviométrie : la saison des pluies a lieu entre les mois de mars et de mai. Les précipitations les plus importantes se déroulent au mois d'avril, avec 200 mm. Une petite saison pluvieuse survient également en novembre et décembre avec une moyenne de 100 mm et un maximum de 140 mm. Le mois le plus sec est janvier (entre 48 mm et 79 mm).

| Mois                              | jan. | fév. | mars | avril | mai | juin | jui. | août | sep. | oct. | nov. | déc. |
| --------------------------------- | ---- | ---- | ---- | ----- | --- | ---- | ---- | ---- | ---- | ---- | ---- | ---- |
| Température minimale moyenne (°C) | 18   | 19   | 19   | 18    | 18  | 17   | 17   | 17   | 17   | 18   | 18   | 18   |
| Température maximale moyenne (°C) | 29   | 29   | 28   | 28    | 27  | 27   | 27   | 27   | 28   | 29   | 29   | 29   |
| Précipitations (mm)               | 48   | 81   | 140  | 191   | 155 | 84   | 58   | 76   | 64   | 56   | 86   | 102  |

| Diagramme climatique                                  |        |         |         |         |        |        |        |        |        |        |         |
| J                                                     | F      | M       | A       | M       | J      | J      | A      | S      | O      | N      | D       |
| 291848                                                | 291981 | 2819140 | 2818191 | 2718155 | 271784 | 271758 | 271776 | 281764 | 291856 | 291886 | 2918102 |
| Moyennes : • Temp. maxi et mini °C • Précipitation mm |        |         |         |         |        |        |        |        |        |        |         |

Notes et références,

## Histoire

### Préhistoire

Schéma de la vallée du Grand Rift (au centre, le lac Victoria).

Le lac Victoria est situé entre les branches occidentales et orientales de la vallée du Grand Rift, souvent désignée comme le « berceau de l'humanité » en raison des nombreux fossiles d'hominidés qui y ont été trouvés. Les plus anciens, des Proconsuls datant du Miocène, ont été découverts sur l'île d'origine volcanique de Rusinga par Louis Leakey.
Des peintures rupestres datées d’environ 18 000 ans ont été découvertes sur l'île de Mfangano et identifiées comme étant l’œuvre de chasseurs pygmées de l’ethnie Twa venus de l'est de l'actuelle République démocratique du Congo.

### La période précoloniale
Les habitants actuels, les jo Luo (« hommes (du peuple) luo » en luo), sont arrivés par vagues successives à partir de 1500 apr. J.-C. en provenance du sud de la Nubie (probablement du Chamal Bahr al-Ghazal), chassant ou assimilant les populations bantoues venues d'Afrique centrale et présentes, pour leur part, depuis la fin du premier millénaire.
Les premiers jo rachar (« hommes de race blanche » en luo) à atteindre le site de l'actuelle Kisumu sont Henry Morton Stanley entre 1874 et 1875 venant de l'ouest et Eduard Schnitzer aussi au cours du dernier quart du XIXe siècle mais venant du nord.

### La période coloniale
La région est d'abord un protectorat allemand sur ce qui était auparavant une partie des possessions du sultan de Zanzibar. En 1895, elle est cédée par Berlin au Royaume-Uni à la suite de l'arrivée dans l'intérieur des terres, en 1888, de la Compagnie britannique impériale d'Afrique de l'Est. Le nouveau protectorat est appelé Afrique orientale britannique.
La ville de Kisumu est fondée par les Anglais en 1901 sous le nom de Port Florence ; elle est alors destinée à être un arrêt du chemin de fer, entre Mombasa et l'Ouganda, exploité par l'EAR. Le premier train n'atteint cependant Kisumu qu'en 1903 lorsque les viaducs du Rift africain eurent été achevés. Entretemps, des bateaux à vapeur ont d'ores et déjà été acheminés, en pièces détachées, via la route, depuis Mombasa, pour assurer notamment la liaison Kisumu - Port Bell en Ouganda au départ du Pier (« jetée » en anglais) qui est le port primitif de la ville,.
En juin 1905, Berthe Cabra, la première Européenne à avoir traversé l'Afrique d'est en ouest est à Kisumu.
Durant la Première Guerre mondiale, l'armée belge reçoit l'autorisation des Britanniques pour établir une base militaire à Kisumu (ainsi qu'une autre à Mwanza en Tanzanie) afin d'être en mesure de ravitailler et d'évacuer ses troupes du Congo belge via le port de Mombasa. En contrepartie, la Belgique organise des patrouilles navales sur le lac Victoria, au moins, avec certitude, d'avril 1916 à mars 1917.
En 1920, le pays devient colonie de la Couronne britannique sous le nom de Colonie et protectorat du Kenya. Kisumu devient, en 1925, le siège de la préfecture apostolique de Kavirondo qui est renommée en vicariat apostolique de Kisumu en 1932.
En 1930, les Anglais construisent sur la bordure nord-est du golfe de Winam et sur le site de l'actuel aéroport la première piste d'atterrissage et la première aérogare, complétée rapidement par un quai de débarquement pour hydravions (l'Imperial Airways flying boat bay), dont l'échancrure dans la côte est toujours visible et, qui servit surtout durant la Seconde Guerre mondiale.
Le 11 juillet 1945, un Douglas C-47 Skytrain de la South African Air Force s'écrase pendant la phase de décollage tuant les 28 occupants.

### Après l'indépendance
L'indépendance du pays survient le 12 décembre 1963 et, exactement, un an plus tard le Kenya devient une république.
En juillet 1969, l'enterrement de Tom Mboya donne lieu à d'importantes manifestations hostiles à la présence du Président Jomo Kenyatta, tenu responsable de l'assassinat, aux funérailles. Une femme allant jusqu'à frapper celui-ci avec sa chaussure, la réaction des garde du corps fit deux morts par balle.
Trois mois plus tard, le 25 octobre, de nouveaux affrontements eurent lieu contre une nouvelle présence du Président à l’inauguration du Russian Hospital, et ce, après son altercation publique avec Oginga Odinga et l'arrestation de ce dernier. Cette émeute fait 11 tués et des douzaines de blessés. Trois jours plus tard, Oginga Odinga fut banni et le pays devint, « de facto » politiquement totalitaire pour les 33 années suivantes jusqu'à la création du LDP soutenu par Raila qui n'est autre qu'un des fils d'Oginga Odinga.
Le 10 juillet 1988, un Fokker F27 Friendship 200 des Kenya Airways rate son atterrissage sans faire de victime parmi les 43 occupants.
Durant l'année 1999, le port devient une base de transit importante pour les marchandises du Programme alimentaire mondial de l'ONU destinée au Rwanda et à la République démocratique du Congo.
En juillet 2007 Kisumu est la première ville élue par le Programme des Nations Unies pour le Développement pour relever le défi du Programme du Millénaire d'ici l'échéance de 2015 : réduction de moitié de la pauvreté, accès à l'eau potable, éducation, etc.,.
En décembre 2007, 104 personnes sont tuées lors des violences qui suivent les élections présidentielles de décembre 2007. Le centre commercial Wedco et le Kibuye Market sont pillés et incendiés.

## Gentilé
Que ce soit en français, en anglais ou en swahili, il n'existe pas de gentilé précis pour désigner les habitants de Kisumu. La langue française parle ainsi d'« habitant de Kisumu », la langue anglaise de « Kisumu resident » et la langue swahili de « wakaaji wa Kisumu ».
Cependant, les Luos sont beaucoup plus précis. Ceux qui sont nés à Kisumu sont identifiés comme wuod Kisumo (« fils de Kisumu ») et nya Kisumo (« fille de Kisumu ») même s'ils n'habitent pas la ville. Les habitants sont reconnus comme ja Kisumo (« homme de Kisumu ») ou, parfois, comme ja Kajulu (« homme (du clan des) Kajulu »). L'épouse d'un homme né à Kisumu sera appelée chi Kisumo.

## Structure sociétale
La société ancestrale des Luo est du type patriarcale. Actuellement, les hommes sont toujours autorisés à avoir plusieurs épouses (légende de Kit Mikayi), comme le prévoit l'actuelle Constitution kényane, pour autant qu'ils puissent subvenir aux besoins de chacune. Ni la circoncision ni l'excision ne sont pratiquées.

### Démographie et statistiques

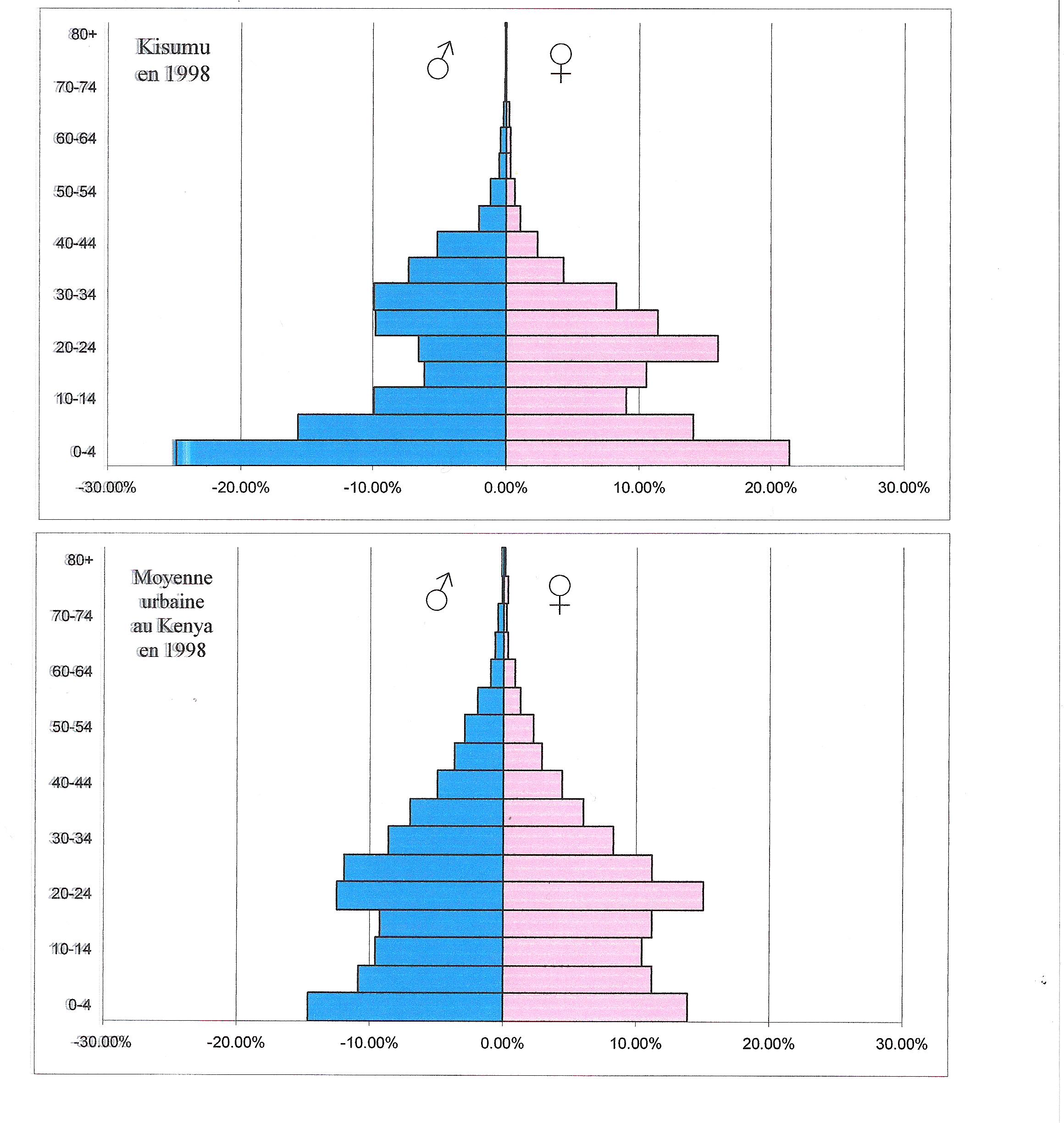
Comparaison entre la pyramide des âges à Kisumu et celle de l'ensemble des villes du Kenya en 1998

#### Pyramide des âges
La pyramide des âges réalisée en 1998 par le Kenya Demographic and Health Survey fut analysée en 2002 conjointement par l'University of Michigan, le Centers for Disease Control and Prevention (CDC) d'Atlanta et le Kenya Medical Research Institute (KEMRI) de Kisumu.
Cette pyramide montre un déficit de la population âgée entre 14 et 24 ans (surtout chez les hommes) et l'analyse conclut à deux causes :
- pic de l'épidémie du SIDA sans moyen de traitement;
- les jeunes hommes quittent très jeunes la ville pour raison économique.

#### Statistiques
Les statistiques ont été établies selon une étude réalisée en 2004 par l'Institut de statistique kényan (Kenya National Mapping) pour la population âgée entre 15 et 95 ans (Une nouvelle étude a été établie en août 2009)
| Nilotes | Nilotes | Nilotes | Bantous | Bantous | Bantous | Indiens et Pakistanais* | Indiens et Pakistanais* | Indiens et Pakistanais* | Autres** | Autres** | Autres** |
| Luo     | Luo     | Luo     | Kikuyu  | Kisii   | Bukusu  | Penjabi                 | Penjabi                 | Penjabi                 |          |          |          |
| 82 %    | 82 %    | 82 %    | 5,1 %   | 2,6 %   | 2,6 %   | 5,1 %                   | 5,1 %                   | 5,1 %                   | 2,6 %    | 2,6 %    | 2,6 %    |

* Pour la plupart, les descendants des ouvriers ayant construit la ligne de chemin de fer entre Mombasa et l'Ouganda.
** Européens et autres Asiatiques.
| Monogames | Célibataires | Polygames | Divorcés | Veuf/ve(s)* |       |       |
| 53,8 %    | 33,3 %       | 7,7 %     | 2,6 %    | 2,6 %       | 2,6 % | 2,6 % |

* non remariés
| Ouvriers ou employés à temps plein | Indépendants | Travailleurs occasionnels | Sans emploi | Étudiants |       |       |
| 43,6 %                             | 25,6 %       | 15,4 %                    | 7,7 %       | 7,7 %     | 7,7 % | 7,7 % |

|           | Électricité | Gaz    | Paraffine | Bois  | Charbon de bois | Bougie |
| Éclairage | 59 %        |        | 38,5 %    | 2,6 % |                 |        |
| Cuisine   | 15,4 %      | 15,4 % | 25,6 %    | 5,1 % | 35,9 %          | 2,6 %  |

### Langues
Les langues usitées seront, dans l'ordre d'importance,
- chez les adultes le luo, l'anglais et le swahili;
- chez les adolescents et les jeunes adultes : le sheng (contraction des mots « SwaHili » et « ENGlish ») qui est un mélange d'anglais, de langue locale (ici le luo) et de swahili, l'anglais, le swahili et le luo. Bon nombre d'entre eux connaissent des rudiments de français.

### Éducation
Depuis la fin des années 1980, le système éducatif kényan est basé sur un cycle de 8-4-4 débutant à l'âge de 6 ans.
- 8 ans d'enseignement primaire (primary school);
- 4 ans d'enseignement secondaire (hight school);
- 4 ans d'enseignement supérieur (middle level college ou public university).

Cependant, les écoles internationales, comme la Braeburn Kisumu International School emploient le système éducatif britannique pour les enfants âgés entre 2 et 18 ans.
Kisumu enregistre un taux d'alphabétisation adulte de 48 %
- 0,7 % ont terminé l'enseignement supérieur;
- 13,3 % ont terminé l'enseignement secondaire;
- 58 % ont terminé l'enseignement primaire;
- 28 % n'ont aucune éducation.

#### Enseignement supérieur

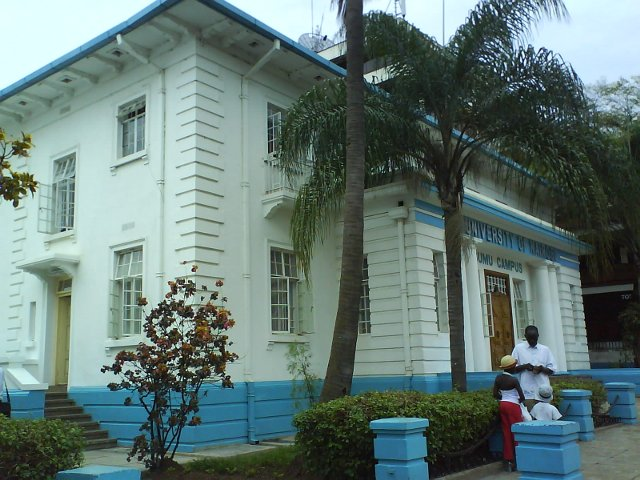
Le campus de la University of Nairobi à Kisumu.

Aucune université n'a jamais été fondée à Kisumu. La plus proche est la Maseno University College située 25 km au nord-ouest et créée en 1991 par une loi du parlement kényan. Cependant, celle-ci ainsi que la Kenyatta University et la University of Nairobi possèdent un campus satellite dans la ville.
Deux écoles polytechniques ont été créées : la Kisumu Polytechnic et la Tom Mboya Labour College.

#### Enseignement secondaire
30 écoles secondaires publiques ou privées sont situées sur le territoire de Kisumu. Ces écoles sont, en général, destinées exclusivement soit aux filles soit aux garçons.
Dans les années 1970, l'Alliance française de Nairobi ouvre un centre associé pour l'étude du français et du swahili. Malheureusement, celui-ci fut fermé en 2002 au profit de la ville d'Eldoret.

#### Enseignement primaire
Kisumu possède 49 écoles primaires.

## Lieux de culte
Parmi les lieux de culte, il y a principalement des églises et des temples chrétiens : Archidiocèse de Kisumu (Église catholique), Anglican Church of Kenya (Communion anglicane), Presbyterian Church of East Africa (Communion mondiale d'Églises réformées), Convention baptiste du Kenya (Alliance baptiste mondiale), Assemblées de Dieu. Il y a aussi des mosquées musulmanes.

## Administration et politique
Parti au pouvoir politique : ODM (Mouvement démocrate orange).
Administrativement, la ville de Kisumu est :
- le chef-lieu du comté de Kisumu ;
- le chef-lieu du district de Kisumu Town West (le comté compte six districts).

Le district de Kisumu Town West est divisé en 2 autorités locales :
- Kisumu Town, maire (bourgmestre) : Monsieur Sam Okello depuis 2008 - parti : ODM[29] ;
- Kisumu County Council.

Politiquement, le district est aussi une circonscription électorale :
- Kisumu Town West Constituency,
  - député représentant la circonscription à l'Assemblée nationale : Monsieur John Olago Aluoch depuis 2008 - parti : ODM.

### Jumelage
| Roanoke |

## Santé

### Situation sanitaire
Les défis les plus importants pour la médecine régionale sont la lutte contre le SIDA, le paludisme et les infections dues à l'eau non potable qui contribuent au taux élevé de mortalité infantile.
La pandémie de SIDA demeure la plus grande menace pour l'état de santé à Kisumu, s'ensuivant une population croissante d'enfants orphelins le plus souvent, eux-mêmes atteints par la maladie. Selon les résultats d'une étude menée en 2001 à la demande du Ministère kényan de la Santé, le pourcentage de femmes enceintes séropositives était de 25 %,. Selon une autre étude menée en 2004 par l'Institut des statistiques kényan, le district de Kisumu a le plus haut taux de séropositivité du pays avec 29 % de la population, 22 % des femmes âgées entre 15 et 22 ans et 69,1 % des malades hospitalisés. Le fait que les Luo ne pratiquent pas la circoncision augmente, selon plusieurs études et les précisions de l'OMS, le risque de contamination d'environ 60 %.
Le paludisme, les diarrhées et la fièvre typhoïde constituent les causes les plus importantes de décès chez les enfants de moins de 5 ans. Et ce, plus particulièrement pendant la saison des pluies et dans les bidonvilles périurbains qui ne bénéficient ni des services d'évacuation des eaux usagées ni de la collecte des déchets. L'étude de 2001 citée ci-avant révèle également que seulement 25 % des enfants dorment sous une moustiquaire.
La situation est aggravée par le cout élevé des traitements qui pousse une majorité à recourir à une médecine traditionnelle ou à l'automédication.

#### Établissements de soins
La ville possède 4 hôpitaux dont l'hôpital public New Nyanza General Hospital et l'hôpital privé Aga Khan Hospital. Ce dernier est le mieux équipé (rayons X, scanner, etc.) et dépend directement de l'hôpital universitaire Aga Khan de Nairobi. Les soins sont en général de qualité et les médicaments les plus récents y sont disponibles. Cependant, les ambulances sont rares. Elles dépendent directement d'un hôpital et tous n'en ont pas une en ordre de marche.
Plusieurs instituts de recherche médicale comme un Centers for Disease Control and Prevention (CDC) ou le Kenya Medical Research Institute (KEMRI) exercent leurs travaux de recherche.

### Cimetières
Malgré la taille importante de l'agglomération, les cimetières de la ville sont relativement petits. Cela s'explique par le fait que les Luo se font inhumer sur la terre de leurs ancêtres, c'est-à-dire dans la propriété familiale (ber gi dala), si celle-ci existe toujours, tandis que les nombreux Hindous se font eux incinérer.
Le plus important est situé, au Nord, dans le quartier de Mamboleo. Celui de Khoja situé le long de la route vers Busia comporte aussi un enclos où sont enterrés 56 militaires issus du Commonwealth et tués, au combat, pendant les deux dernières guerres mondiales ainsi que 9 militaires allemands tués pendant la guerre 1914-1918.

## Urbanisme
La ville ne datant que de 1901, elle n'abrite pas de constructions anciennes comme sur la côte, mais pas non plus de gratte-ciels comme à Nairobi. La plupart des bâtiments du centre historique datent du milieu du XXe siècle.

### Galerie

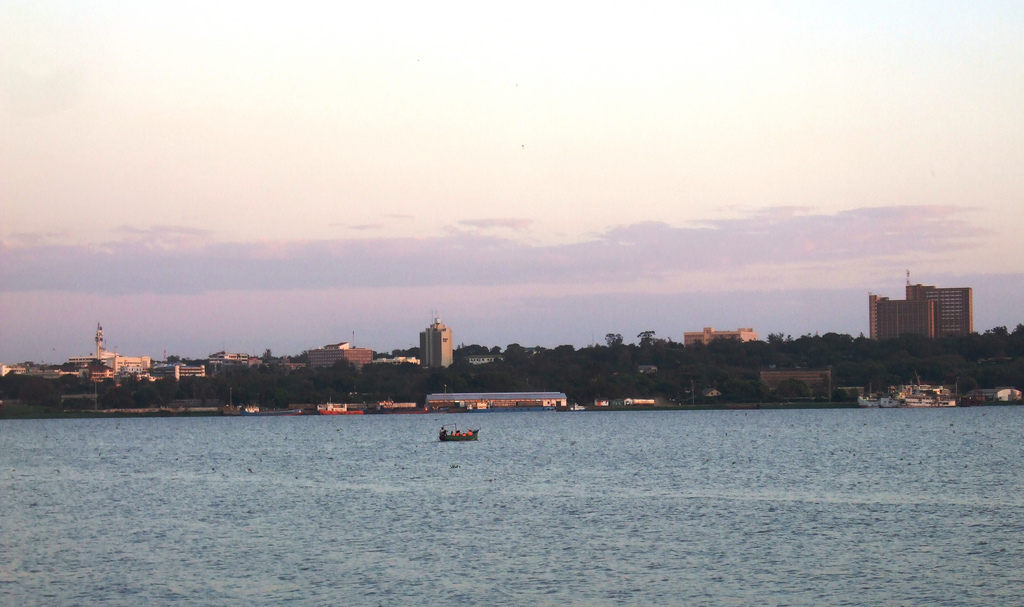
Vue du golfe de Winam.
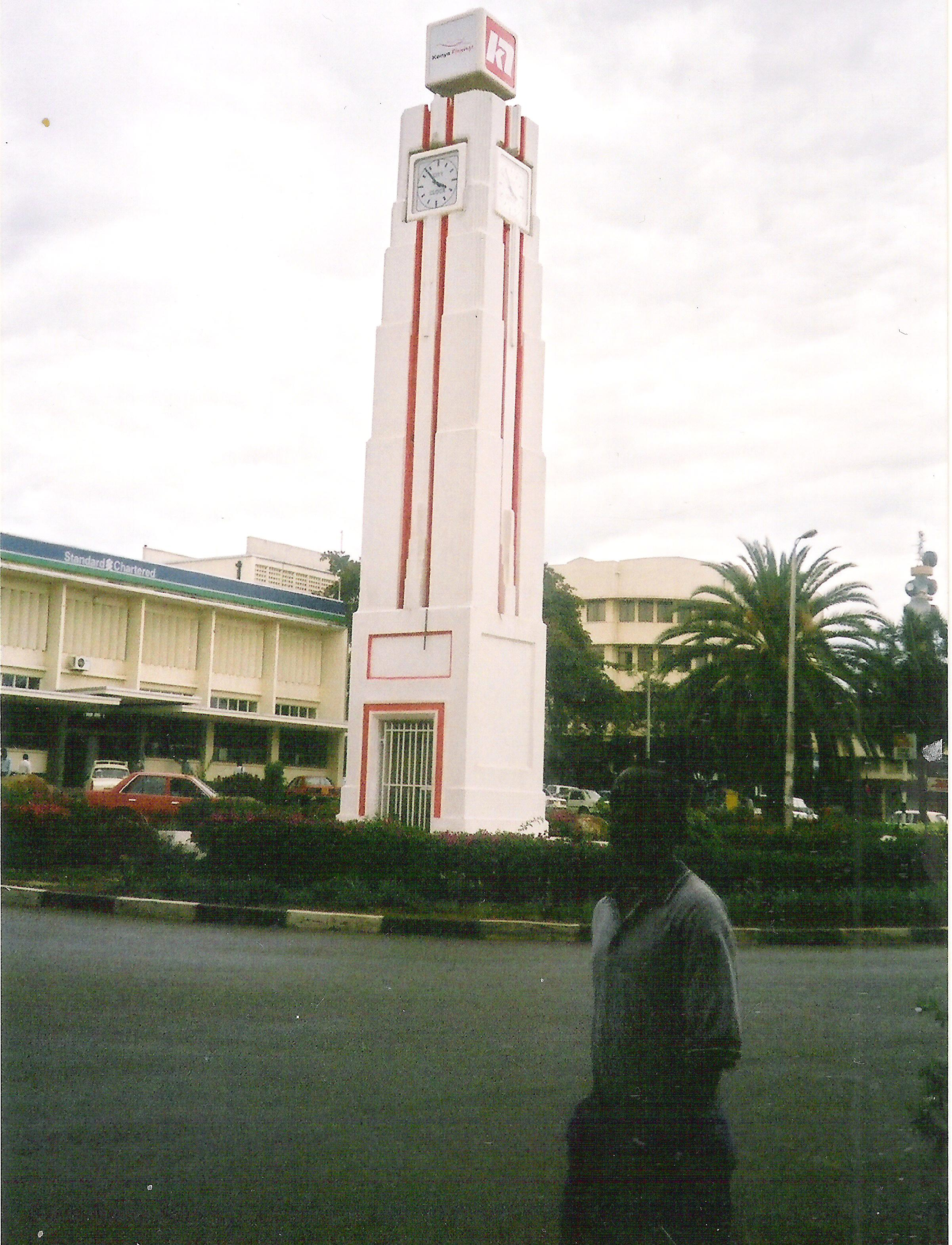
La Clock tower (« Tour de l'horloge »). Chaque face possède son horloge. C'est le monument le plus connu de la ville.
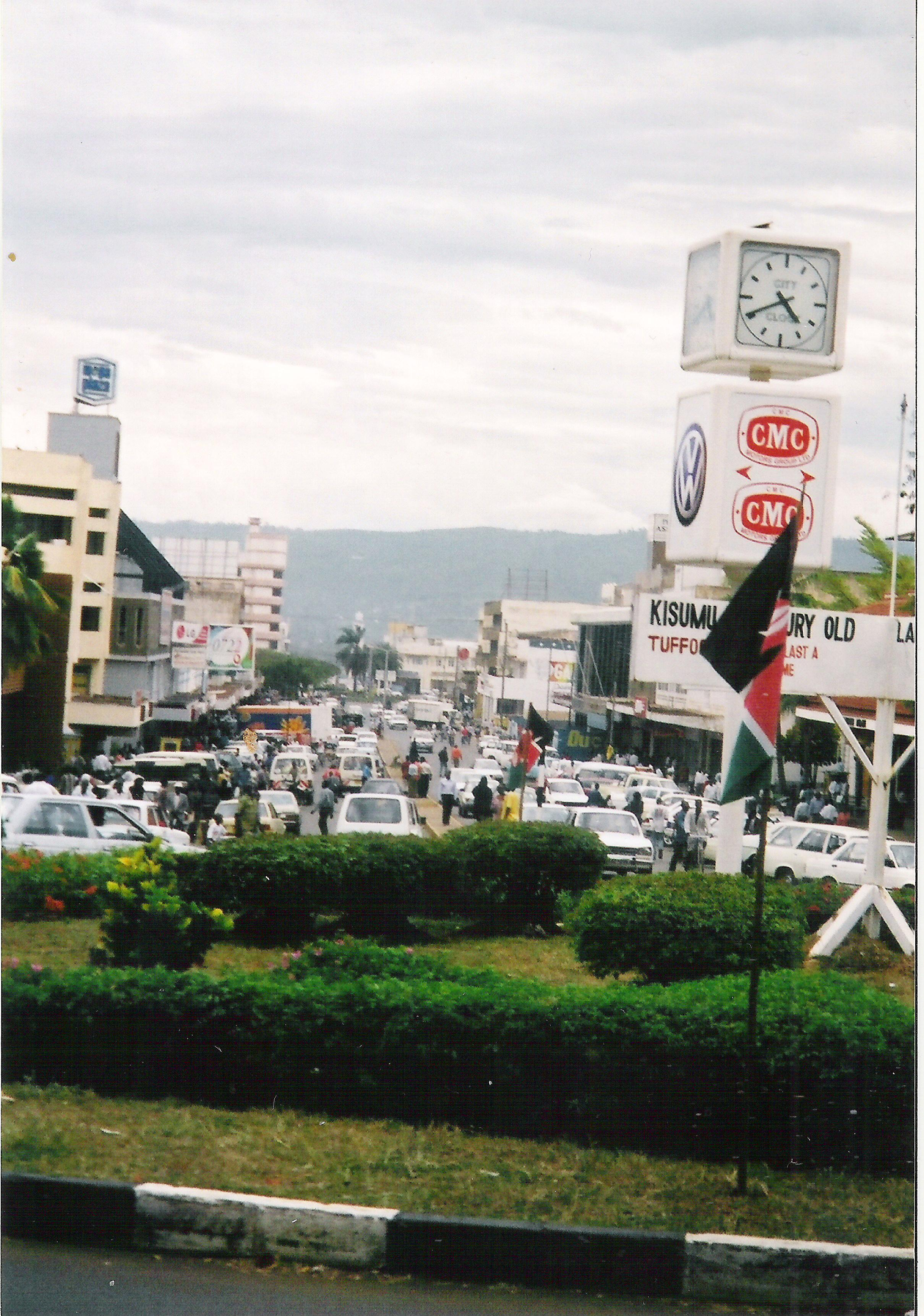
Oginga Odinga street depuis Achieng' Oneko road avec la Clock tower dans le fond.
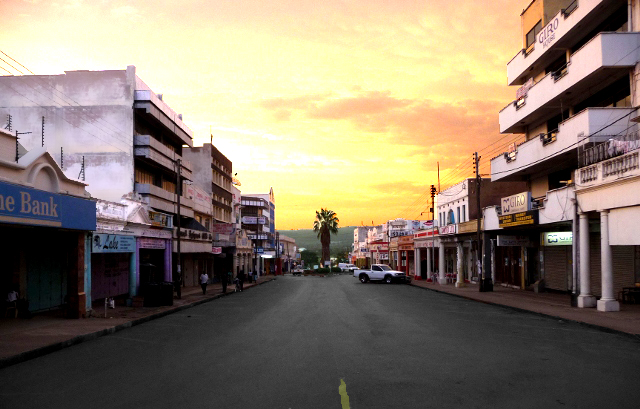
Oginga Odinga street.
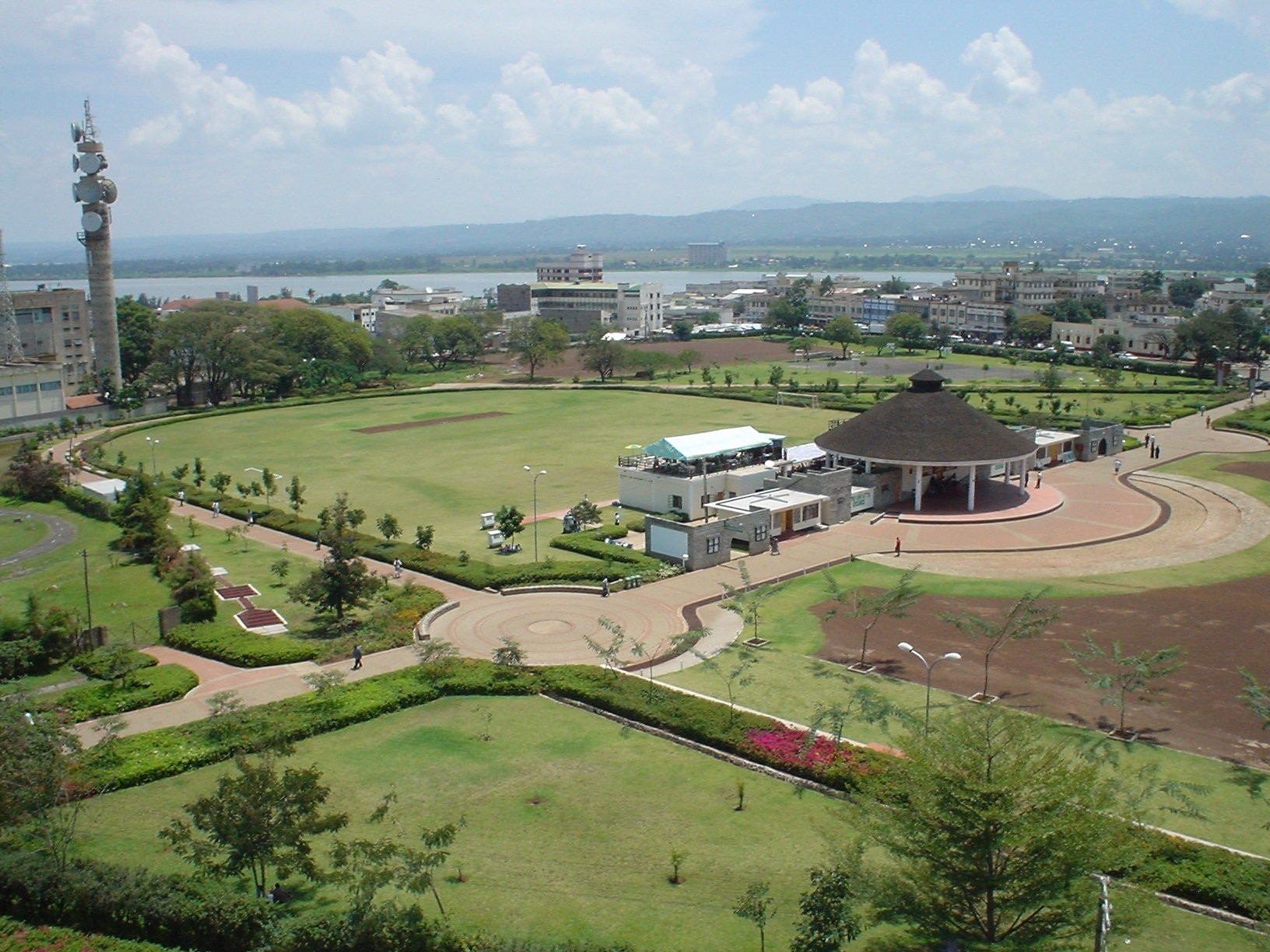
Le stade Jomo Kenyatta et la tour des télécommunications.

### Hébergement et complexes de loisirs
L'offre en hébergement est bien fournie par des hôtels classifiés entre 1 et 4 étoiles ainsi que par des campings dans les environs immédiats. Une auberge avec hébergement YMCA située sur Nairobi road (juste à côté du Kisumu museum) ainsi qu'une YWCA (le pendant des YMCA pour les femmes) sont aussi ouvertes.
La ville possède un golf « huit trous » (le Nyanza Club) en bordure du lac et jouxtant l'aéroport, où il n'est pas impossible de rencontrer un hippopotame sur le parcours. Elle est une excellente base de départ pour les amateurs de pêche en eau douce (lac et rivières) au départ du Downtown Kisumu Fish Hotels, de l'Aga Khan Sports Club ou du club nautique Kisumu Yacht Club situé à Kiboko point.
Il n'y a ni consulat ni consul honoraire représentant la Belgique, la France ou la Suisse à Kisumu.

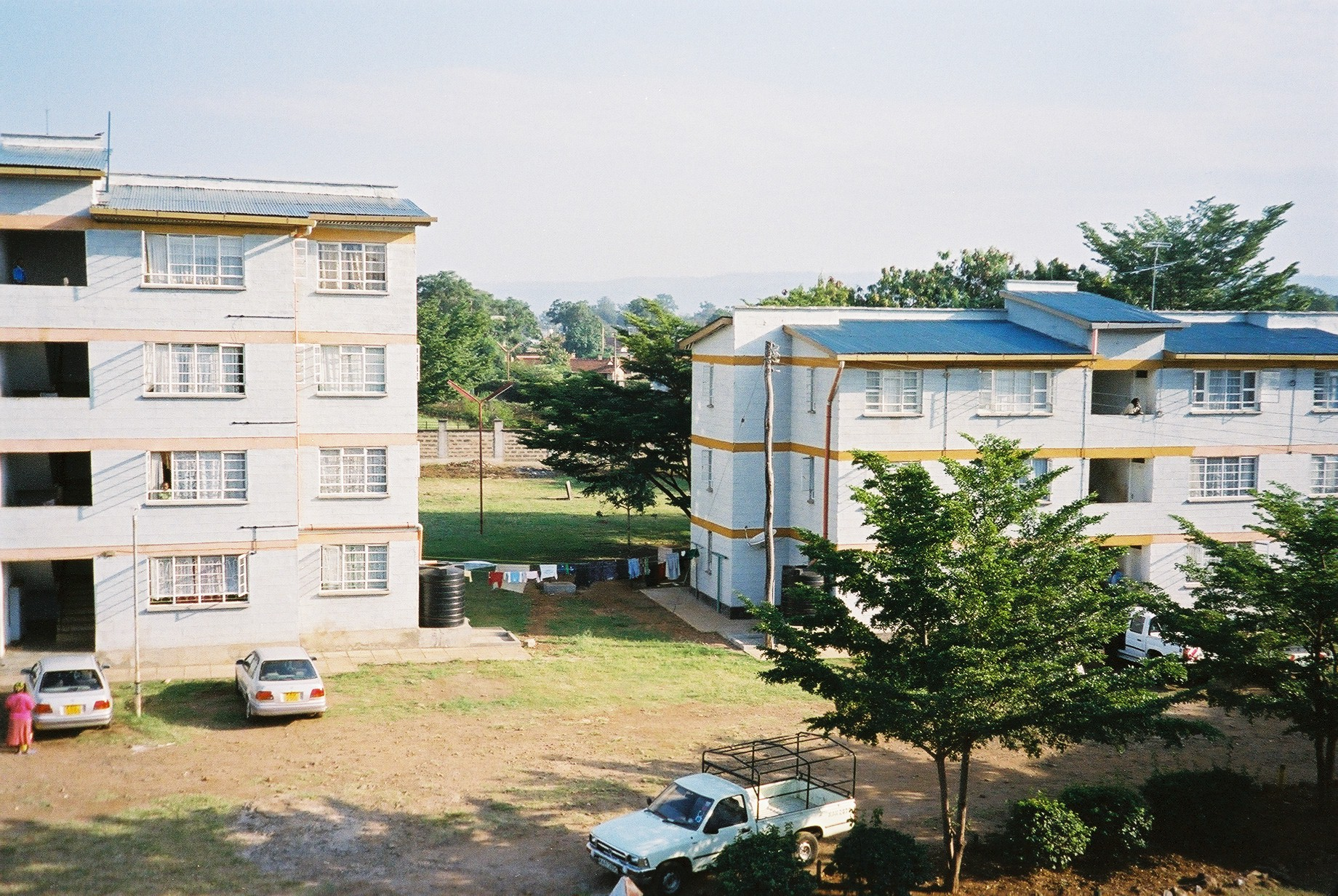
Habitat collectif à Myfair estate où l'on peut voir, aussi, un réservoir collectif d'eau de pluie

### Habitat
L'habitat est composé essentiellement de maisonnettes et d'habitations à appartements sans ascenseur comportant un maximum de 4 à 5 étages. Les accès (portes et fenêtres) situés au rez-de-chaussée sont munis de grilles métalliques ce qui permet de les laisser ouverts la nuit facilitant ainsi les courants d'air.
L'habitat traditionnel (ber gi dala) a complètement disparu dans la ville mais on peut en voir un exemple au Kisumu museum.
La ville possède aussi ses bidonvilles. Ils ceinturent complètement la ville sauf du côté du lac. Les principaux ont pour nom Obunga, Manyatta et Nyalenda. Environ 60 % de la population urbaine de Kisumu vit dans des secteurs classifiés comme bidonvilles. Le défi principal y est l'accès à l'eau et à l'hygiène (l'accès à l'eau potable est particulièrement critique pendant la saison des pluies). la KIWASCO (Kisumu Water And Sewerage Company) a installé et loué des points d'eau potable à des sociétés privées. Ces dernières revendent cette eau jusqu'à 5 fois plus cher que le prix pratiqué par la KIWASCO dans les maisons reliées au réseau public. Un projet d'assainissement des conditions de vie y est mené depuis 2006 par l'ONU-Habitat et le COHRE (Centre on Housing Rights & Evictions) avec pour but principal la construction d'habitations à appartements reliées aux services publics de l'eau potable, de l'électricité et de l'égouttage.

### Infrastructures

#### Électricité
Que ce soit à Kisumu, dans les villages importants ou dans les lieux d'hébergement organisés pour touristes (ces derniers sont, souvent, également équipés d'un générateur électrique), l'approvisionnement en électricité haute tension ou en électricité domestique ne pose, jusqu'à présent (2009), pas de gros problèmes; mais le réseau est mal entretenu, la demande va croissante, et subit un nombre grandissant de raccordements illégaux. La gestion du réseau et l'approvisionnement de l'énergie sont assurés (comme sur 80 % du territoire national) par la KenGen (Kenya Electricity Generating Company).
La tension « domestique » est en monophasé 220/240 V et la fréquence de 50 Hz ; les câbles d'alimentation extérieurs sont aériens et vétustes. Les prises électriques sont du type G bien que l'on puisse, encore quelquefois, trouver des anciennes prises de type M. Par contre, les hameaux et les habitations isolées sont rarement raccordés au réseau électrique.

#### Eau potable
L'approvisionnement en eau potable par un réseau public est uniquement disponible dans l'agglomération et vendue, au consommateur privé, sous une provision de départ de 1 000 KSH augmentée des frais de raccordement au réseau d'un montant de 1 500 KSH. Le prix du mètre cube, en 2009, varie entre 33 KSH (pour la consommation inférieure à 7 m3) jusqu'à 60 KSH (pour la consommation supérieure à 60 m3). Il est géré par la KIWASCO (Kisumu Water And Sewerage Company) mais est souvent difficile pour les résidents qui subissent parfois des coupures de plusieurs jours et sont, ainsi, amenés à acheter cette eau potable à des sociétés privées, qui s'approvisionnent directement à cette KIWASCO au prix de 3 KSH les 20 l, et la revendent, chaque bidon de 20 l, entre 5 et 7 KSH (prix rendu domicile, même aux étages, en 2009) sans réelle garantie sur la potabilité de cette eau,. Cependant, il n'offre aucun problème pour les hôtels, les lieux touristiques (même ceux pourvus d'une piscine) ou les quartiers plus récents comme Milimani Estate. L'eau non potable sera souvent fournie par des réservoirs d'eau de pluie protégés contre les moustiques et autres insectes.

#### Eaux usagées
Le service d'égouts ne couvre que le centre-ville, c'est-à-dire 10 % de l'agglomération.
Ailleurs, si les hôtels et autres lieux fréquentés par les touristes possèdent des fosses septiques, les eaux usagées et les excréments sont évacués via des latrines à fosse simple.
La ville possède une petite station de recyclage des eaux usées à 9 bassins décanteurs primaires au sud-est de l'agglomération et capable de traiter, seulement, 20 000 m3 par jour.

#### Traitement des déchets
Notes et références
Environ 20 % des déchets solides produits par la ville, en 2009, sont collectés,
- d'une part, par les autorités locales mais uniquement dans le centre-ville, où des corbeilles publiques ont été, par ailleurs, installées sur les trottoirs avec l'aide de ONU-Habitat, et dans le quartier de Milimani Estate;
- d'autre part, par des collecteurs privés non autorisés ou autorisés comme la KCORE (Kisumu Recyclers and Collectors Association) qui opère, depuis 2006, dans les quartiers à revenus élevés pour un prix hebdomadaire compris entre 100 et 200 KSH (prix en 2009), selon la quantité déposée, ou pour certaines entreprises commerciales[52].

Après la séparation des matières plastiques achetées par une ONG pour recyclage, ces déchets sont conduits en décharge (entre le stade Moi Stadium et le centre commercial Nakumatt), sans enfouissement, et brulés périodiquement pour en diminuer le volume.
Le marché à ciel ouvert de Kibuye Market a un statut particulier. Chaque commerçant récolte ses propres déchets et les conduit lui-même sur une décharge jouxtant le marché où ils sont périodiquement incinérés.
Les hôpitaux se chargent d'incinérer leurs propres déchets directement sur place.
Beaucoup de ménages, en particulier dans les secteurs péri-urbains et plus particulièrement dans les slums n'ont accès à aucun mode de collecte, et recourent soit au creusage de leur propre puits d'enfouissement soit à l'incinération privée.
Les décharges communes à un quartier ou à une rue sont, également, monnaie courante. Le gros problème de ces décharges, outre la nuisance olfactive, la pollution de la nappe phréatique et la propagation de certaines maladies, est le décès du bétail par ingestion du plastique et le blocage des conduits d'évacuation des eaux d'orage.
Selon le Conseil municipal, entre 60 et 65 % des déchets produits par la ville sont d'origine organique et pourraient, s'ils étaient recyclés, être utilisés par l'agriculture qui est demandeuse depuis l'expérience menée depuis 1999 avec le compostage des jacinthes d'eau.

## Économie[54]

### Secteur primaire
- Pêche : L'activité de pêche à Kisumu, importante jusqu'à la dissolution de Communauté d'Afrique de l'Est, ne se résume plus qu'à quelques pêcheurs basés sur la plage du quartier de Dunga au sud de la ville. Les pêcheurs artisanaux sont surtout établis sur la côte sud du golfe de Winam et principalement aux environs de Mbita où une importante communauté de pêcheurs survit grâce à la perche du Nil. Une des techniques employées est la pêche de nuit ou des lampes flottantes au kérosène sont remorquées soit vers le rivage soit vers le bateau afin d'attirer le poisson vers les filets ;
- aquaculture : Élevage de tilapias, de truites arc-en-ciel, de barbeaux et de carpes ;
- horticulture : Principalement la banane, la patate douce, la tomate, l'oignon, le fruit de la passion et le tournesol ;
- lait : il existe beaucoup de petites laiteries artisanales mais la production est largement en déficit par rapport à la demande locale ;
- coton : Florissante au XXe siècle jusque dans années 1960 et 1970, la culture et la transformation du coton est devenue marginale après les années 1990 ;
- sisal : Tout comme le coton, la culture du sisal et sa transformation en ficelle ou en fil textile est devenue dérisoire bien que le Kenya reste le 3e producteur mondial (6 %) ;
- maraîchage : Beaucoup d'habitants de Kisumu et des environs font le maraîchage de leur propre terrain, principalement pour leur consommation personnelle mais aussi pour la vente directe sur Kibuye Market. Les cultures prédominantes sont le maïs blanc pour la confection de l'ugali; le chou blanc ou le chou frisé pour la préparation du sukuma wiki et la tomate pour le kachumbari ;
- jacinthe d'eau : Si l'exploitation de cette plante aquatique est encore, à l'heure actuelle, mineure, on la transforme déjà en engrais pour les cultures ainsi qu'en meubles tressés[55] ou objets de vannerie grâce à ses racines pouvant atteindre 3 m.

### Secteur secondaire
- Activités portuaires :

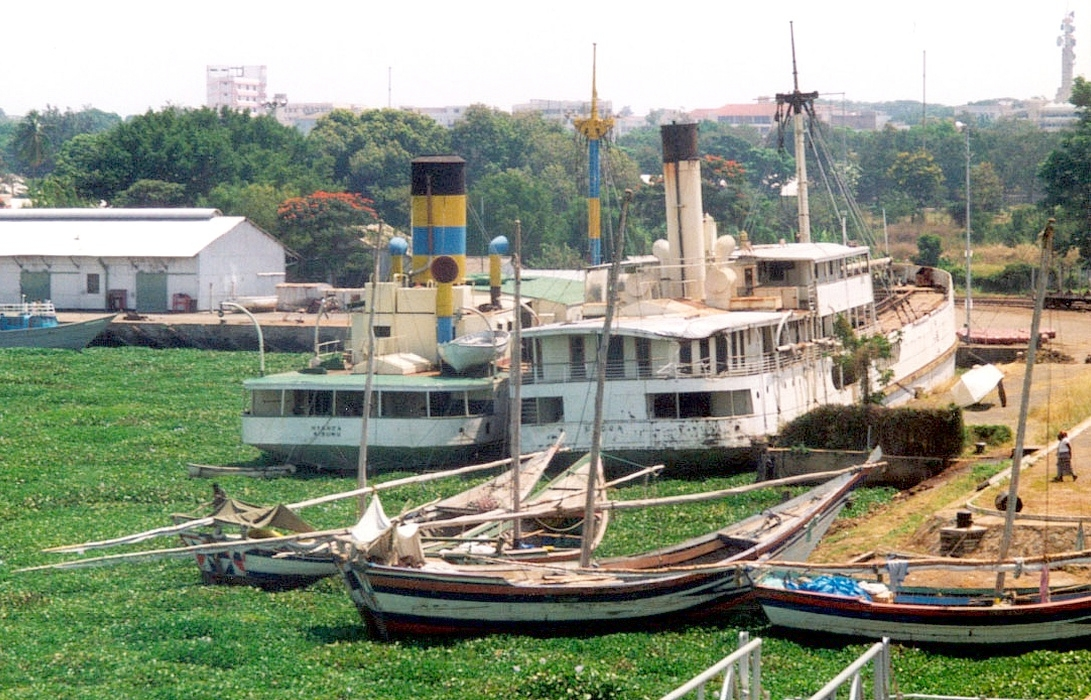
2 anciens transbordeurs (à gauche le MV Nyanza construit vers 1920) bloqués par les jacinthes d'eau dans le Pier

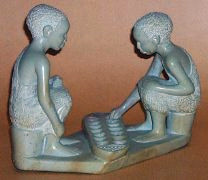
Personnages en pierre à savon jouant à lajwa

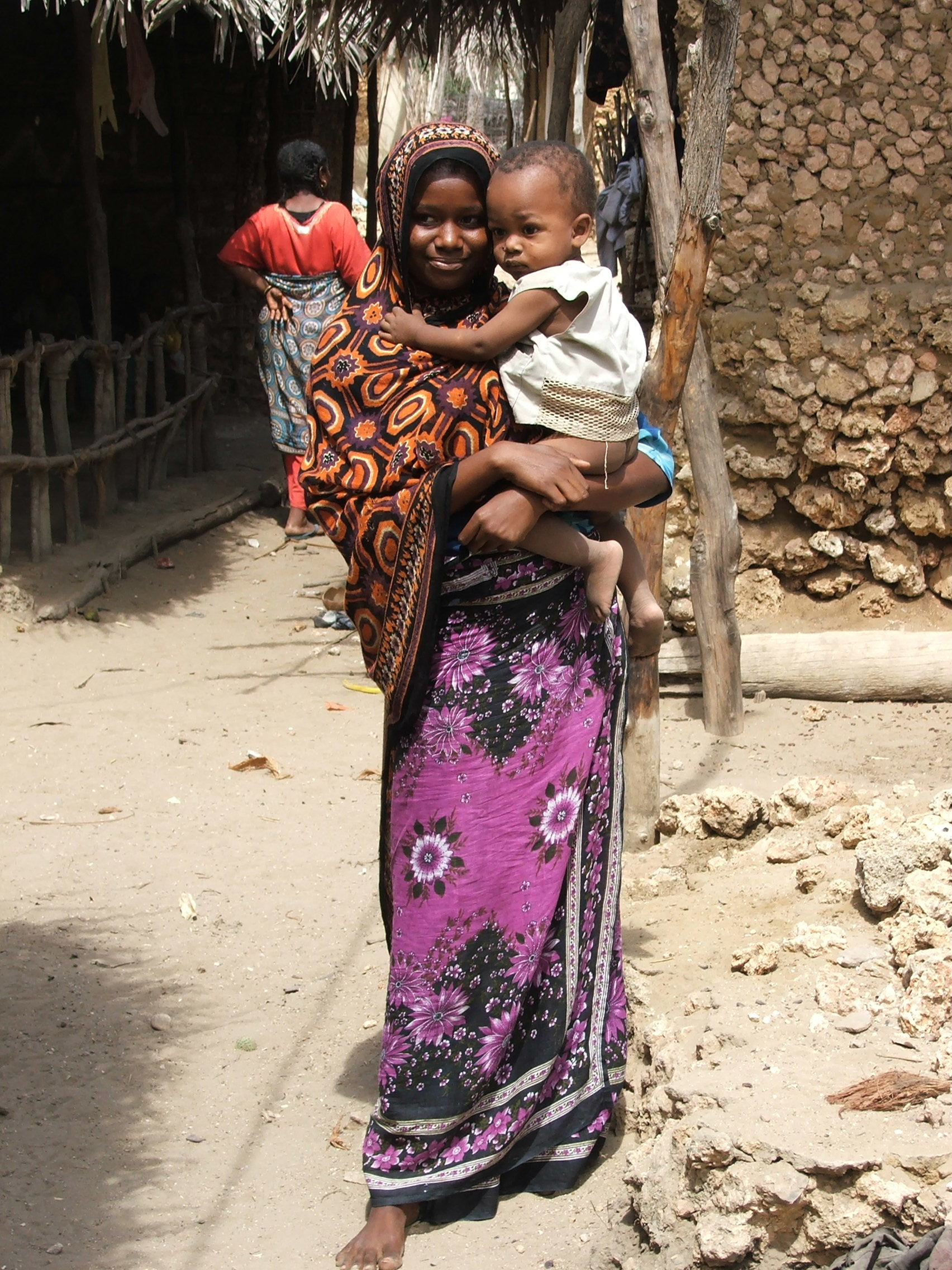
Kanga ceinturant la taille d'une Kenyane sur l'ile de Pate

  - La construction et la maintenance de bateaux survivent difficilement. Un service de transbordeurs routier et ferroviaire vers l'Ouganda et la Tanzanie fonctionne au départ du Pier (le port primitif),
  - le port possède un terminal et un dépôt pétrolier.
- brasserie : La Kenya Breweries Limited (société appartenant au groupe Diageo) possède un site de production. On y brasse entre autres les bières Tusker et Senator, cette dernière lancée en 2003 mais devenue célèbre début 2008 lorsque l'on fit croire qu'elle avait été créée en l'honneur du 44e Président des États-Unis d'Amérique Barack Obama alors qu'il n'était que Sénateur Démocrate et candidat à cette présidence[56],[57] ;
- tabac : manufacture du tabac par la Kenya British American Tobacco dans le quartier de Mamboleo au nord de la ville ;
- canne à sucre : sucrerie et distillation de bioéthanol pour l'industrie des solvants et celle des carburants ;
- arachide : transformation en huile, beurre, coque, farine,... ;
- artisanat : Beaucoup d'objets artisanaux et locaux peuvent être aisément exportés comme souvenirs de voyage :
  - les Luo étant, depuis toujours, des musiciens par nature, il existe bon nombre d'instruments traditionnels comme la lyre nyatiti ou la vièle orutu,
  - des objets en pierre à savon (le centre historique de façonnage se trouve à Kisii une centaine de km plus au sud),
  - des objets tressés en sisal (comme des vyondo ou des sets de table), en papyrus ou en jacinthe d'eau,
  - des vikoi (kikoi au singulier) pour les hommes ou des kanga pour les femmes[58],
  - des batiks (peintures sur textile),
  - des ustensiles ménagers façonnés à l'ancienne dans des calebasses ou en bois.

### Secteur tertiaire
- Tourisme : Longtemps considéré comme le parent pauvre au Kenya, l'industrie du tourisme autour du lac Victoria commence à se développer avec Kisumu comme centre de départ fourni en infrastructures touristiques[59] ;

#### Transport
Kisumu est desservie par :
- un aéroport régional (code AITA : KIS) relié directement à Nairobi, deux fois par jour, par les Kenya Airways et, également deux fois par jour, par Fly540 (Five Forty Aviation). Les compagnies East African Safari Air Express, Jetlink Express Limited, Executive Turbine et Lake Vicoria Aviation y sont également actives. Il est relié à la ville, distante de 3,5 km, par une voirie en terre battue ;
- une ligne, tri-hebdomadaire, de chemin de fer en provenance de Nairobi[60] ;
- des lignes de transbordeurs en liaison avec la Tanzanie et l'Ouganda au départ du Pier ;
- des lignes de bus longs courriers dont les terminus se situent à côté du Kisumu Municipal Market sur la  Jomo Kenyatta Avenue non loin du centre d'affaires.

Il n'existe pas de transport en commun propre à la ville. Cependant, comme partout au Kenya, l'offre en matatu (minibus-taxi partagé), en pikipiki (cyclomoteur-taxi) et en boda boda (vélo-taxi) est largement suffisante pour satisfaire toutes les demandes. Les taxis conventionnels, plus ou moins officiels, sont également bien représentés; la course est généralement payable à l'avance, après marchandage, et il ne faut pas s'étonner de voir le chauffeur se précipiter à la station-service la plus proche pour remplir son réservoir avant d'effectuer le trajet commandé. Il est également possible de louer une voiture avec ou sans chauffeur. Pour exemple, le prix d'un transport entre l'aéroport et le centre-ville coute, en 2009, entre 500 et 600 KSH en taxi et entre 30 et 40 KSH en matatu.
La circulation routière est chaotique pour un Occidental. Le code de la route n'est pas souvent respecté. Les quelque 2 000 boda boda que compte la ville en 2009 ne sont pas étrangers à cette situation,.

#### Téléphonie filaire
Le raccordement au réseau filaire est possible partout en ville et dans les villages importants. Certains bâtiments isolés comme les écoles sont, en général, également reliés à ce réseau. Cependant, le prix des communications est trop élevé pour bon nombre de particuliers et, l'entretien du réseau n'est pas des meilleurs.

#### Téléphonie mobile
L'accès au réseau de téléphonie mobile est disponible dans toutes les unités urbaines ainsi que, à de rares exceptions près (mauvaise configuration topographique), dans les campagnes et sur les eaux du lac (voir la couverture territoriale des deux principaux opérateurs Safaricom (en) et Kencell). Les systèmes utilisés sont le DCS qui utilise la gamme des 900 et des 1 800 MHz, le GPRS et le 3G.
Les prix des communications (en « DCS ») sont, comme partout ailleurs dans le monde, assez difficiles à comparer entre les différents opérateurs. Les tarifs, en 2009, varient de 3,50 KSH pour un SMS national à 10,00 KSH pour un SMS international et de 1,00 KSH la seconde pour un appel national à 14,00 KSH la seconde pour un appel international.
Le Kenya est un pays test pour les quatre opérateurs présents sur le territoire depuis la fin de 2008 afin de contrebalancer le manque d'accès au réseau Internet. Le service « M-Pesa, » est accessible à tous pour le transfert d'argent. Les fermiers utilisent le service « DrumNet » pour connaitre les prix du marché. Les services du type « Mobile phone » de Facebook ou de Twitter sont largement utilisés par les jeunes Kenyans. En juin 2009, Safaricom a lancé son premier portail Internet mobile donnant accès, aux abonnés, à un service d'information et de divertissement. Depuis le 18 mai 2010, les titulaires d'un compte « M-PESA » ont la possibilité de déposer, retirer de l'argent, obtenir un microcrédit ou gérer un compte d'épargne via le service « M-KESHO ».

#### Téléphonie IP et Internet
Il existe une quinzaine de fournisseurs d'accès à l'internet sur le territoire national.
Peu de particuliers peuvent se payer un accès à domicile. Les cybercafés sont par contre bien présents même dans les unités urbaines de taille modeste. Bon nombre d'écoles, ainsi que d'hôtels, possèdent aussi des connexions à l'Internet. Le système d'exploitation utilisé ne sera pas souvent du dernier cri.

#### Sécurité
Tous les accès des bâtiments publics (aéroport, postes, banques, centres commerciaux, etc.) sont surveillés par des agents de sécurité vêtus d'un uniforme bleu et équipés d'un casque ainsi que d'une matraque. Les accès des estates sont, en général, également gardés, 24h sur 24, par des gardiens payés directement par le propriétaire de l'ensemble immobilier ou par le syndic.

## Culture

### Loisirs

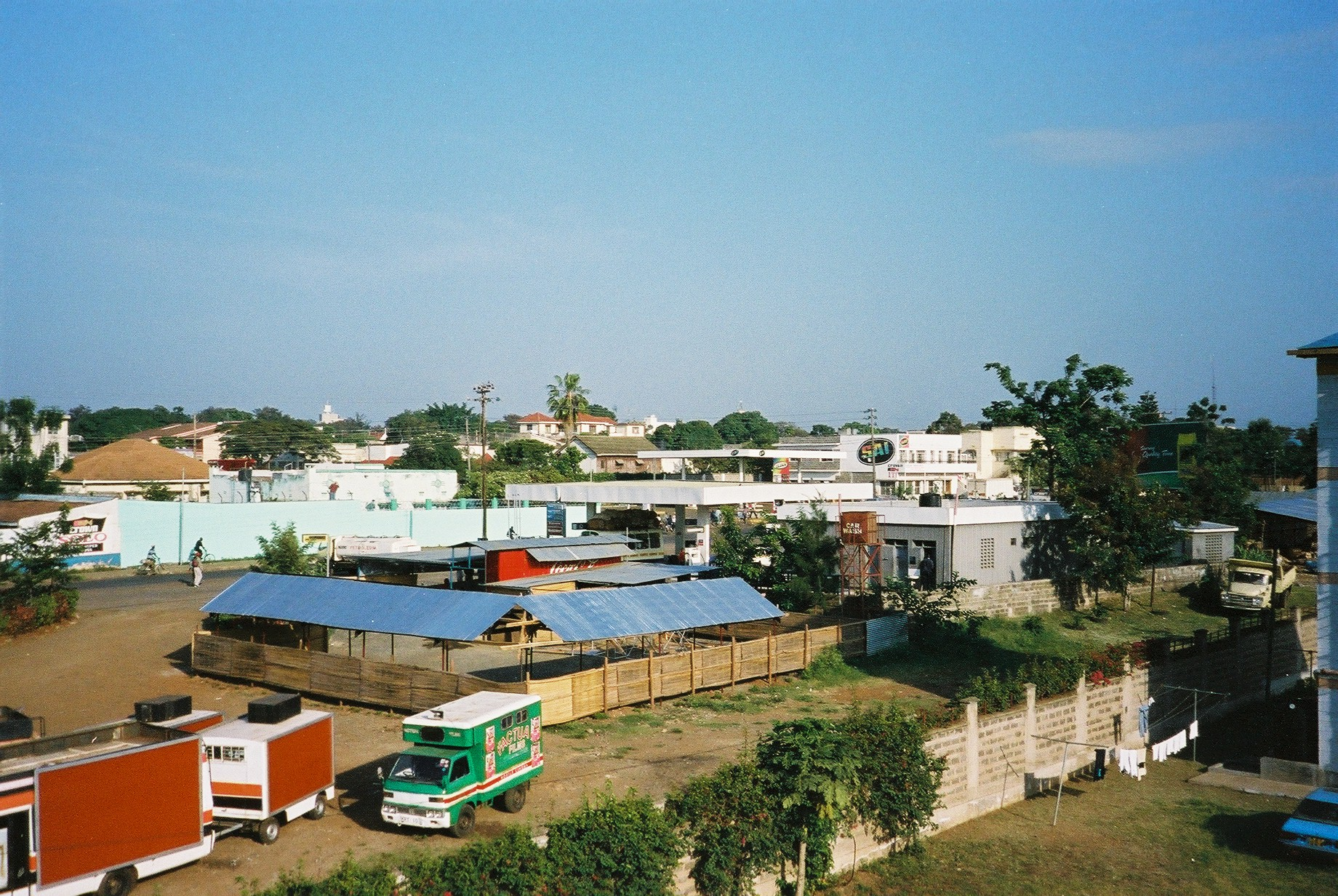
Salle de fête itinérante pour projection cinématographique et soirée dansante

La population est essentiellement composée d'Africains, en majorité de l'ethnie des Luo, d'Européens et d'Indiens (les descendants des ouvriers ayant construit la ligne de chemin de fer). Les Luo sont, en général, ouverts sur le dialogue et curieux de connaitre le point de vue d'autrui et, comme tous les Africains, de bons vivants surmontant leurs craintes et leurs frustrations grâce à la musique. Un excellent moyen d'aller à leur rencontre est, entre autres, une des nombreuses soirées dansantes, organisée soit dans une discothèque comme le Club Donna soit en plein air, dans des lieux plus ou moins improvisés, et animée par un orchestre jouant de la musique ohangla ou benga (cette dernière signifiant en luo « quelque chose de beau ») et, le plus souvent, après la projection d'un film de genre. Malgré sa densité de population, Kisumu est une ville beaucoup moins stressante et plus accueillante que Nairobi ou Mombasa.
Les traditions, les valeurs et les espoirs des Luo sont largement évoqués dans les chansons de Suzzana Owiyo, les œuvres littéraires de Grace Ogot et les travaux de l'historien Bethwell Allan Ogot.

### Gastronomie

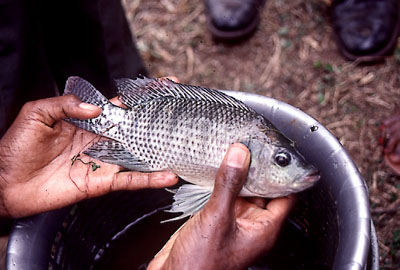
Le tilapia du Nil, une espèce introduite par les Anglais

La gastronomie locale est surtout axée sur le poisson d'eau douce comme le ngege (« tilapia » en luo), le mbuta (« perche du Nil » en luo), le kamango (« anguille » en luo), l' odado (« barbeau » en luo) ou l' omena (« menu fretin » ou « ablette » en luo, qui ne fait pas la distinction entre les deux termes) qui sera servi choma (« grillé » en swahili), frit, séché au soleil (pour exemple, le tilapia fendu en deux et séché au soleil s'appellera alors obambla) ou with soup (« en sauce » en anglais).
Le gweno ou kuku (qui signifie indifféremment un « poulet ou une poule » respectivement en luo et en swahili), omniprésent à table, sera également servi grillé, frit ou en sauce. On pourra aussi trouver de la rindiel (« viande de chèvre » en luo) bien que ce soit plutôt un plat kikuyu (qui sont fort présents à Kisumu). Le plat typique pour les jours de fête sera constitué d'un poulet en sauce, à base de tomate, accompagné de riz pishori (cultivé essentiellement à Mwea dans le district de Kirinyaga).
Les accompagnements pourront être constitués d' ugali (aussi appelé kwon) à base de maïs jaune ou blanc assorti soit de sukuma wiki (qui signifie, actuellement, « un plat de chou » mais dont l'expression est détournée; en swahili, sukuma signifie pousser et wiki signifie semaine. À l'origine, cela signifiait donc « l'art d'accommoder les restes ») soit de feuilles de alot bo ou kunde (en luo ou en swahili) ébouillantées puis rissolées. De chapati (en swahili) assortis de dengu (en swahili) ou autres oganda ou maharagwe (« haricots » en luo ou en swahili). De kachumbari (« salade de tomates, oignons et coriandre plus ou moins pimentée » en swahili). De banane plantain ou de patate douce. D'okra (cuit dans une sauce à la tomate) ou d' apoth (« légume glissant » en luo) qui est la feuille d'une herbe sauvage dont le goût rappelle celui de l' okra. Tout pourra être arrosé d'une bière locale (Tusker ou Senator) ou de vin de palme.
Comme entrée, des samusa (« feuilletés de maïs farcis de viande ou de légumes » en swahili) sont servis. Comme pâtisserie, ou en guise d'en-cas, les mandazi (« beignets frits dans l'huile » en swahili) viennent à table accompagnés d'une tasse de chai (« thé noir » en luo et en swahili) largement additionné de chak ou maziwa (« lait » en luo ou en swahili) à moins que vous ne préfériez une tasse de chai ya masala (« thé épicé » en luo et en swahili).
Au petit déjeuner, le Luo se contentera souvent d'une tasse de thé et, si possible, d'un morceau de pain. Les enfants pourront bénéficier d'un uji (« porridge » en swahili) de mil bouilli, plus souvent dans l'eau que dans le lait.

## Sites touristiques

### Dans Kisumu

#### Kibuye Market
Situé sur Jomo Kenyatta highway (au nord-est du centre-ville), à environ 1 500 m du terminus des autocars longs courriers en provenances de Nairobi ou d'ailleurs. C'est le 2e plus grand marché à ciel ouvert du Kenya et l'un des plus anciens. Échoppes diverses et vendeurs ambulants se « disputent » le chaland 7 jours sur 7 et pratiquement 24h sur 24 (la nuit à la lueur des bougies ou des lampes à pétrole).

#### Sanctuaire des impalas

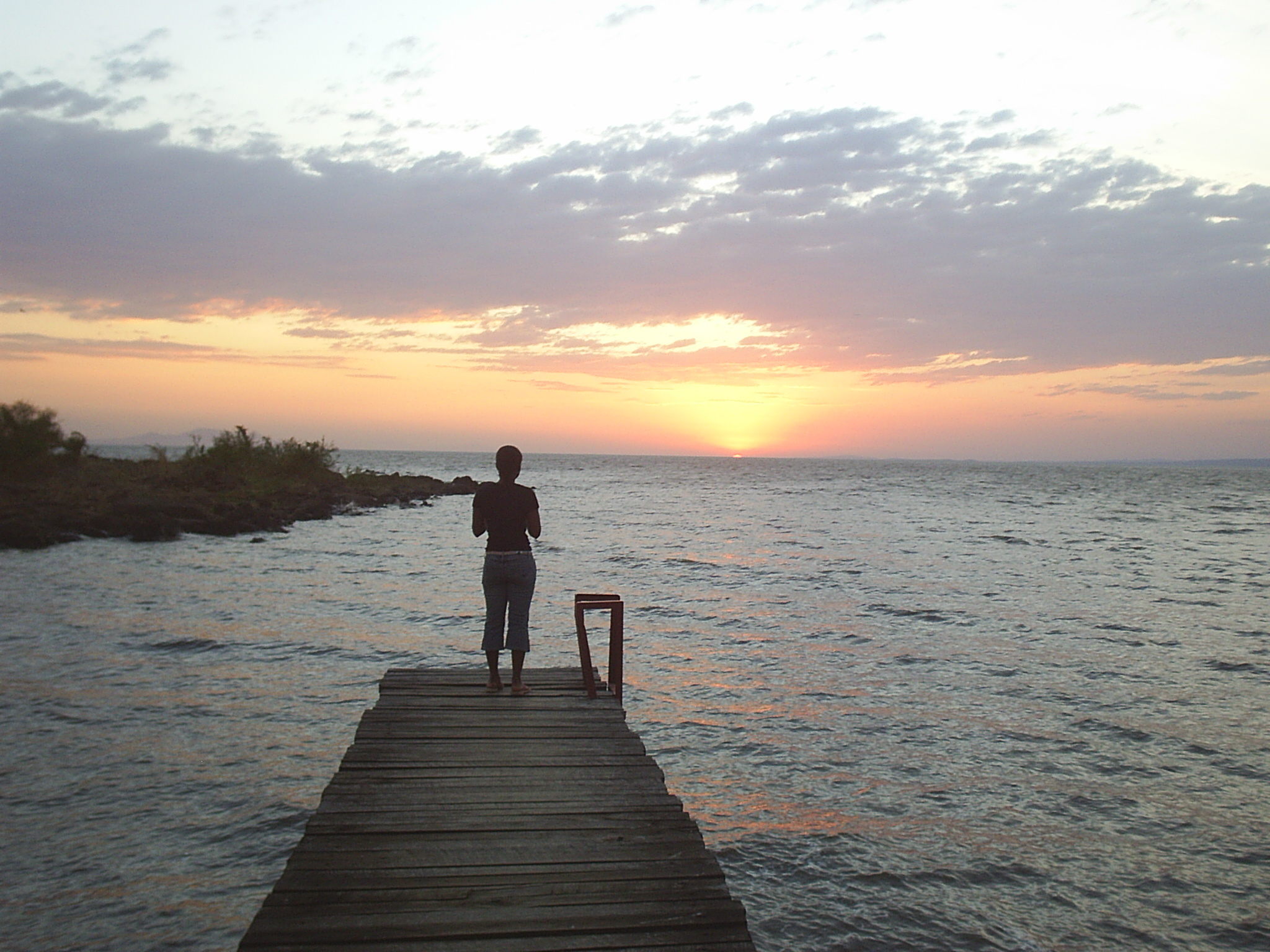
Coucher de soleil sur Kiboko Bay Resort

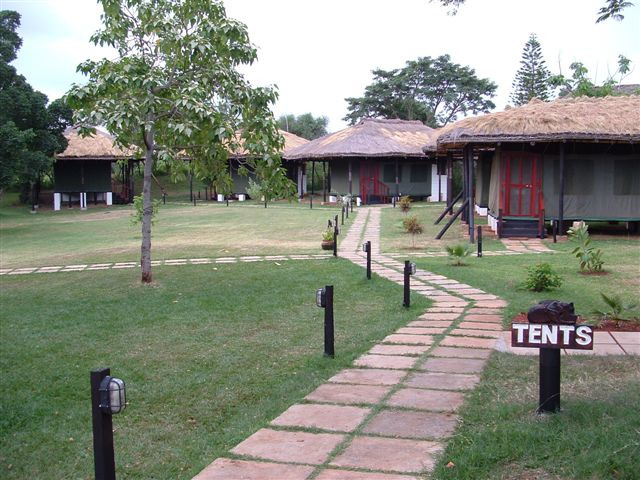
L'hôtel-camping à Kiboko Bay Resort

Situé à l'ouest de la ville, en bordure du lac, il ne mesure 0,4 km2. C'est l'une des plus petites réserves animales du Kenya. Comme son nom l'indique, elle abrite un troupeau d'impalas, quelques hippopotames ainsi que des reptiles et des oiseaux. Il existe, en outre, plusieurs cages avec des babouins, des léopards et, parfois, des hyènes qui auraient rencontré des difficultés d'un type ou l'autre dans la nature.
Parmi tous les parcs nationaux et réserves animales que compte le Kenya, le sanctuaire est classé en 5e position en termes d'entrées avec 174 579 visiteurs en 2009

#### Kiboko point
Aussi connu sous le nom de Hippo point (kiboko signifie « hippopotame » en swahili). Il est situé à la pointe sud du Sanctuaire des impalas et contigu au club nautique. Non loin, dans le quartier de Dunga, se trouve le Kiboko Bay Resort qui est une zone de 600 acres avec hôtel, chalets, camping, piscine et un bar-restaurant avec terrasse. Malgré leur nom, ces lieux sont mieux connus comme point de vue sur les couchers de soleil sur le lac que pour leurs quelques hippopotames.

### Dans les environs immédiats

#### L'Équateur
La ligne équinoxiale peut être aisément passée en voiture quelques kilomètres au nord de Kisumu (le terminal de l'aéroport est situé à 0°05' de latitude sud). Soit au nord du village de Mutet sur la route de Kisumu à Kakamega (A1) soit dans la petite ville de Maseno sur la route de Kisumu à Busia (B1). Pour quelques KSH, on vous fera l'expérience de l'eau, versée dans un seau, qui tourne dans le sens des aiguilles d'une montre dans l'hémisphère nord et dans le sens inverse dans l'hémisphère sud.

## Personnalités liées à Kisumu et ses environs

### Politique
- Grace Onyango (1924-2023), première femme Maire (Bourgmestre), première femme membre d'un Parlement national, première femme Présidente d'une Chambre des Députés en Afrique ;
- Jaramogi Oginga Odinga (± octobre 1911 à Bondo)-(20 janvier 1994), le premier Vice-Président du Kenya, inhumé dans un mausolée à Bondo ;
- John Robert Ouko (31 mars 1931)-(12 février 1990 entre Koru et Muhoroni?), Ministre des Affaires étrangères du gouvernement de Daniel Arap Moi, décédé de façon suspecte, mais restée mystérieuse, en 1990 dans les alentours de sa propriété de Koru près de Muhoroni ;
- Pamela Arwa Mboya (1939 à Maseno)-(26 janvier 2009 en Afrique du Sud), épouse de Thomas Odhiambo Mboya, elle devint, après l'assassinat de son mari, un membre de la Kenya Women's Political Caucus et une déléguée permanente de l'ONU pour les « Établissements Humains ». Elle est inhumée dans la propriété familiale de Lambwe au Nord-Est du parc national de Ruma[80] ;
- Raila Amolo Odinga (7 janvier 1945 à Maseno), fils de Jaramogi Oginga Odinga, guide de l'opposition politique durant les élections présidentielles de décembre 2007 et actuel Premier Ministre du Kenya ;
- Ramogi Achieng' Oneko (1920 à Tieng'a)-(2007 à Kunya), un des 6 pères fondateurs du Kenya indépendant ;
- Thomas Odhiambo Mboya (15 juillet 1930 à Thika)-(5 juillet 1969 à Nairobi) d'origine Luo, fut un homme politique et Ministre de l'Économie et du Développement sous le gouvernement de Jomo Kenyatta (Kamau wa Ngengi) avant d'être assassiné à Nairobi. Il fut inhumé dans un mausolée sur l'ile de Rusinga[81],[82].

### Arts

#### Littérature
- Bethwell Allan Ogot (3 août 1929 à Gem, mort le 30 janvier 2025), historien et, actuellement, chancelier à la Moi University ;
- Grace Ogot (15 mai 1930 à Asembo, morte en 2015), première femme écrivain kényane de renommée internationale et épouse de Bethwell Allan Ogot.
- Asenath Bole Odaga (1937-2014), éditrice et auteure kényane, a vécu et est morte à Kisumu.

#### Musique
- Ayub Ogada (? à Mombasa) musicien-chanteur-compositeur et virtuose de la lyre nyatiti compositeur de deux des thèmes musicaux du film The Constant Gardener ;
- David Owino Misiani (22 février 1940 à Shirati : Tanzanie)-(17 mai 2006 à Kisumu) chanteur-compositeur et un des pionniers de la musique benga, décédé dans un accident de matatu ;
- Suzanna Owiyo (1975 à Kasaye-Nyakach) musicienne-chanteuse-compositrice parfois comparée à Tracy Chapman ou à Nina Simone ;
- Tony Nyadundo (1968 à Nyahera) musicien-chanteur-compositeur chantre du style musical ohangla.

### Divers
- Barack Obama Senior (1936 à Kanyadhiang’-Karachuonyo)-(24 novembre 1982 à Nairobi) économiste au ministère des Finances kényan, il est enterré à Nyang’oma Kogelo. Il est le père de Barack Hussein Obama (1961) le 44e président des États-Unis d'Amérique ;
- Odera Akang'o Chef tribal luo ayant forcé l'éducation scolaire au Kenya ;
- Okoth Ogendo (1944 à Gem-Rae)-(24 avril 2009 à Addis-Abeba), avocat et professeur d'université ;
- Thomas Risley Odhiambo (1931 à Mombasa)-(2003 à Nairobi), professeur d'entomologie.

### Discographie
- Kisumu 100, Suzanna Owiyo, 2001, Suzanna Owiyo, Disque compact, Audio Vault Studio, Nairobi  — composé à l'occasion du centenaire de la ville de Kisumu